# Uketsu
Uketsu (雨穴?; Kanagawa, ...) è uno youtuber e scrittore giapponese. La sua identità è sconosciuta, e durante le apparizioni in video e in pubblico indossa sempre una maschera e utilizza un modificatore di voce.

## Biografia
Nato nella prefettura di Kanagawa, all'età di due anni si trasferisce con la sua famiglia in Inghilterra, dove rimane sino all'età di sei anni prima di rientrare in Giappone. Nel 2018 apre un canale youtube dove inizia a pubblicare filmati in cui racconta storie ins. In quel periodo Uketsu lavorava in un supermercato e decise di mascherarsi per evitare di farsi riconoscere dai colleghi o dai clienti, indossando una tuta nera col cappuccio e una maschera bianca di cartapesta, e modulando artificialmente la voce in maniera che sembrasse quella di una bambina. Il suo aspetto è stato paragonato al personaggio di Senza-Volto del film La città incantata e al killer Ghostface della saga di Scream.
Il successo arriva grazie ad un video in cui racconta la storia di una casa con una strana planimetria, con una stanza che sembra essere una prigione. Il video ottiene oltre 24 milioni di visualizzazioni, e grazie al successo viene adattato in un romanzo intitolato 変な家?, Hennaie che diventa un best seller. Dal romanzo viene fatto un adattamento manga, illustrato da  Kyō Ayano e intitolato La strana casa, e ne viene tratto un film che incassa 5 miliardi di yen.
Nel 2022 ha pubblicato il romanzo Strani disegni per la casa editrice Futabasha, che venduto oltre 1,6 milioni di copie con 20 ristampe in un solo anno. Il libro è stato poi tradotto in 28 lingue diventando un caso letterario anche nel resto del mondo.

## Influenze
Fra le sue influenze ha citato lo scrittore Edogawa Ranpo, e in particolare il libro Il demone dell’isola solitaria.

## Opere
- (JA) 変な家?, Hennaie [La strana casa], Asukashinsha, 2021, ISBN 978-4-86410-845-4.
- Strani disegni [変な絵?, Hennae], Einaudi, 2025  [2022],  p. 248, ISBN 978-8-80626-829-9.
- (JA) 変な家２ 〜11の間取り図〜?, Hennaie 2 [La strana casa 2], Asukashinsha, 2023, ISBN 978-4-86410-982-6.